# Sint-Michielskerk (Sandomierz)
De Sint-Michielskerk (Pools: Kościół św. Michała Archanioła w Sandomierzu) is een 17e-eeuwse kloosterkerk in de Poolse stad Sandomierz. Het bouwwerk is een beschermd architectonisch monument.

## Geschiedenis
De barokke kloosterkerk is in 1692 door de edelman Marcin Zamoyski en baljuw Stanislaw Zaremba voor de benedictijnen-zusters gesticht. De kerk is gebouwd naar het ontwerp van Jan Link, hofarchitect van de familie Zamoyski. Naast de kerk staat een vrijstaande barokke klokkentoren. De kansel is tussen 1694-1695 gemaakt door Mateusz Rozkwitowicz. De benedictijnen-zusters hebben de houten banken voorzien van schilderen. De kerk heeft zijn barokke karakter behouden. De zusters verlieten het klooster in 1903.
De kerk is een tweelinggebouw van de Heilige Katharinakerk in Zamość.

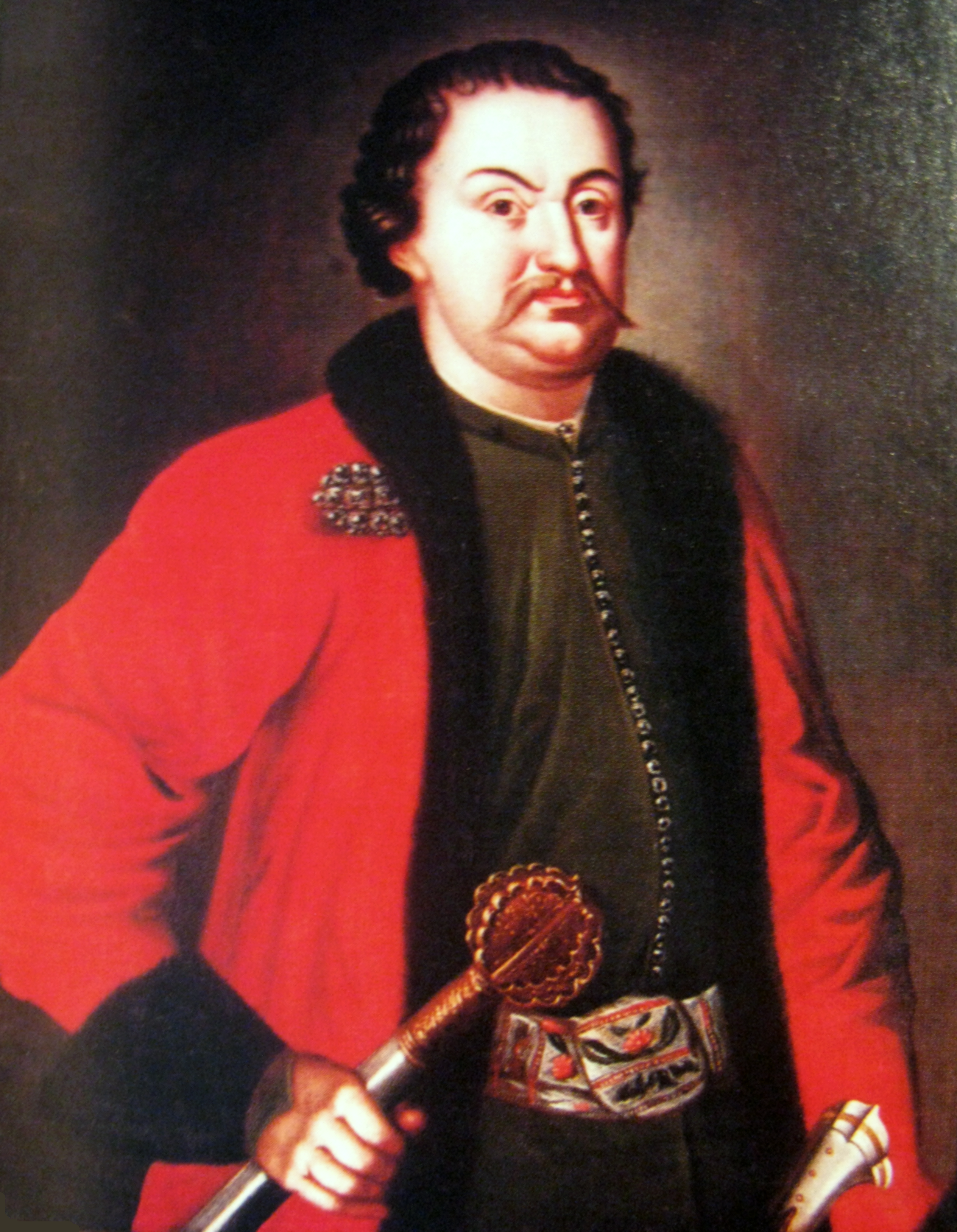
Marcin Zamoyski, de stichter van de kerk